# Schütze dieses Haus (Fernsehserie)
Schütze dieses Haus (Bless this House) ist eine britische Fernsehserie, auf der der gleichnamige Kinofilm basiert.

## Inhalt
Im Mittelpunkt der Fernsehserie steht Sid Abbot, der den normalen Wahnsinn in der Familie, im Job und mit den Nachbarn erlebt. Der Sohn ist arbeitsscheu, die Tochter ein echtes Blumenkind und jedes Wochenende kommen die Schwiegereltern zu Besuch. Dazu auch noch die Nachbarn, das Ehepaar Trevor, mit denen man in einer Art Hassliebe verbunden ist.

## Bemerkungen
Die Serienentwickler der ITV-Firma Thames Television, Harry Driver und Vince Powell, setzten zusammen mit Produzent und Regisseur William G. Stewart ein neues Konzept um: eine halbstündige Comedyserie aus dem Leben der Mittelklasse. Die Idee wurde so erfolgreich, dass insgesamt 65 Episoden in 6 Staffeln über ebenso viele Jahre entstanden. Erst durch den Tod von Hauptdarsteller Sid James wurde diesem Erfolg 1976 ein Ende bereitet. Weiteres Zeichen für den Erfolg war, dass schon nach der ersten Staffel der oben beschriebene Kinofilm entstand, der sogar von Starregisseur Gerald Thomas und Carry-On...-Produzenten Peter Rogers betreut wurde. Den Titelsong der Serie komponierte Bandleader Geoff Love.
In deutschen Publikationen wird oft fälschlicherweise behauptet, der Film sei ein Fernsehfilm. Jedoch brachte man dort wohl nur mit dem Kinofilm durcheinander, der mit etwas abweichender Besetzung gedreht wurde.

## Episoden

### 1. Staffel
1. The Generation Gap. EA 2. Februar 1971.
2. Mum’s the Word. EA 9. Februar 1971.
3. Father’s Day. EA 16. Februar 1971.
4. Be It Ever so Humble. EA 23. Februar 1971.
5. Another Fine Mess. EA 2. März 1971.
6. For Whom the Bells Toll. EA 9. März 1971.
7. A Woman’s Place. EA 16. März 1971.
8. The Day of Rest. EA 23. März 1971.
9. Make Love Not War. EA 30. März 1971.
10. Charity Begins at Home. EA 6. April 1971.
11. If the Dog Collar Fits ... Wear it! EA 13. April 1971.
12. The Morning After the Night Before. EA 20. April 1971.

### 2. Staffel
1. Two Heads Are Better Than One. EA 21. Februar 1972.
2. Love Me, Love My Tree. EA 28. Februar 1972.
3. It’s All in the Mind. EA 6. März 1972.
4. Another Lost Weekend. EA 13. März 1972.
5. Parents Should be See and Not Heard. EA 20. März 1972.
6. Strangers in the Night. EA 27. März 1972.
7. Get Me to the Match on Time. EA 10. April 1972.
8. Wives and Lovers. EA 17. April 1972.
9. Never Again on Sunday. EA 24. April 1972.
10. People in Glass Houses. EA 1. Mai 1972.
11. A Rolls by Any Other Name. EA 8. Mai 1972.
12. A Touch of the Unknown. EA 15. Mai 1972.

### 3. Staffel
1. It Comes to Us All in the End. EA 22. Januar 1973.
2. Tea for Two and Four for Tea. EA 5. Februar 1973.
3. To Tell or Not to Tell? EA 12. Februar 1983.
4. Blood is Thicker Than Water! EA 19. Februar 1973.
5. One Good Turn Deserves a Bother. EA 26. Februar 1973.
6. The Loneliness of the Short Distance Walker. EA 5. März 1973.
7. Watch the Birdie. EA 12. März 1973.
8. Atishoo! Atishoo! We All Fall Down. EA 30. April 1973.
9. Entente Not so Cordiale. EA 7. Mai 1973.
10. Will the Real Sid Abbott Please Stand Up? EA 14. Mai 1973.
11. I’m Not Jealous, I’ll Kill Him. EA 21. Mai 1973.
12. A Girl’s Worst Friend is Her Father. EA 28. Mai 1973.

### 4. Staffel
1. Money is the Root Of ... EA 20. Februar 1974.
2. And They Will Come Home. EA 27. Februar 1974.
3. Who’s Minding the Baby? EA 20. März 1974.
4. A Beef in His Bonnet. EA 27. März 1974.
5. The Bells Are Ringing. EA 3. April 1974.
6. The First 25 Years Are the Worst. EA 10. April 1974.

### 5. Staffel
1. They Don’t Write Songs Like That Anymore. EA 14. Oktober 1974.
2. The Gipsy’s Warning. EA 21. Oktober 1974.
3. The Biggest Woodworm in the World. EA 28. Oktober 1974.
4. Home tweet home. EA 4. November 1974.
5. You’re Never Too Old to be Young. EA 11. November 1974.
6. The Policeman, the Paint and the Pirates. EA 18. November 1974.
7. Happy Birthday, Sid! EA 25. November 1974.
8. Freedom Is ... EA 2. Dezember 1974.
9. Mr. Chairman ... EA 9. Dezember 1974.
10. And Afterwards At ... EA 16. Dezember 1974.

### 6. Staffel
1. The Frozen Limit. EA 29. Januar 1976.
2. Beautiful Dreamer. EA 5. Februar 1976.
3. Fish with Everything. EA 12. Februar 1976.
4. The Naked Paperhanger. EA 19. Februar 1976.
5. Remember Me? EA 26. Februar 1976.
6. Something of Value. EA 4. März 1976.
7. Men of Consequence. EA 11. März 1976.
8. Skin Deep. EA 18. März 1976.
9. Friends and Neighbours. EA 25. März 1976.
10. Well, Well, Well. EA 1. April 1976.
11. The Phantom Polls Winner. EA 8. April 1976.
12. A Matter of Principle. EA 15. April 1976.
13. Some Enchanted Evening. EA 22. April 1976.